# Cacospongia
Cacospongia é um gênero de esponja marinha da família Thorectidae.

## Espécies
- Cacospongia amorpha Polejaeff, 1884
- Cacospongia carduelis Schmidt, 1864
- Cacospongia coreana (Lee & Sim, 2005)
- Cacospongia intermedia Poléjaeff, 1884
- Cacospongia levis Polejaeff, 1884
- Cacospongia mollior Schmidt, 1862
- Cacospongia mycofijiensis (Kakou,Crews & Bakus, 1987)
- Cacospongia ridleyi Burton, 1949
- Cacospongia serta (Lendenfeld, 1889)
- Cacospongia symbiotica Burton, 1959